# انضواء

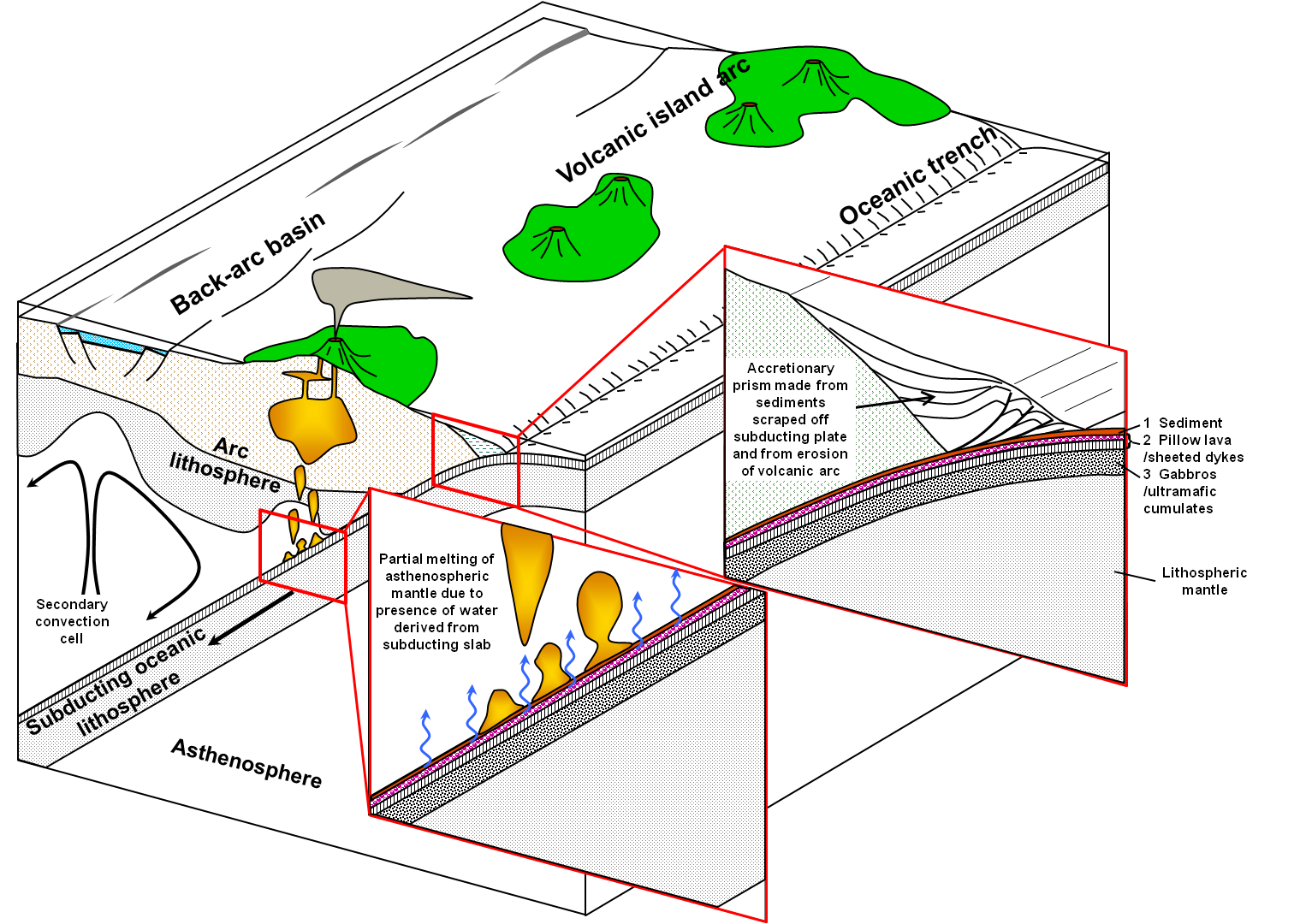
هندسية نطاق انضواء - أُدخِلت لإظهار المنشور التراكمي والإذابة الجزئية لطبقة الصخور المشوهة الرطبة

في علم الجيولوجيا، يشير مصطلح الانضواء أو الطَرْح أو الانغراز أو الاندساس أو الغوص أو الغطس أو النزول إلى العملية التي تحدث عند الحدود المتقاربة التي وفقًا لها تنتقل الطبقة البنائية أسفل طبقة أخرى وتغوص في الغطاء حيث تتجمع الصفائح. وتعرف المناطق التي تحدث عندها هذه العملية باسم نطاقات الانضواء. وتقاس معدلات الانضواء عادة بالسنتيمتر كل سنة، مع معدل متوسط للتقارب والتجميع يصل إلى نحو 2 إلى 8 سم سنويًا.
تتضمن الطبقات كلاً من القشرة المحيطية والقشرة القارية. تتضمن نطاقات الانضواء الثابتة القشرة المحيطية لطبقة واحدة توجد أسفل القشرة القارية أو القشرة المحيطية لطبقة أخرى، وهذا يعني أن القشرة التي تعرضت للانضواء دائمًا محيطية أما القشرة المتراكبة فقد تكون محيطية أولاً. عادة ما تُلاحظ مناطق الانضواء بسبب معدلاتها المرتفعة للبراكين والزلازل وتكون الجبال.
وتحدث عملية تكون الجبال عندما تُضغط أجزاء كبيرة من المادة الموجودة على نطاق الانضواء (مثل أقواس الجزر) على صفيحة متراكبة. تخضع هذه المناطق للكثير من الزلازل، التي تحدث بسبب التفاعل بين الشريحة المنخفضة والغطاء والبراكين (عندما يحدث ذلك) وعملية تكون الجبال المرتبطة بالتصادم مع أقواس الجزر.

## الوصف العام
تحدد نطاقات الانضواء مواقع تراكم الحمل الحراري للغلاف الصخري للأرض (القشرة بالإضافة إلى الجزء الهش العلوي للغطاء العلوي). توجد نطاقات الانضواء عند حدود الطبقة المتقاربة حيث تتقارب طبقة واحدة من الغلاف الصخري المحيطي مع طبقة أخرى. تجتاز الحافةُ الأساسية لطبقة ما الشريحةَ المتجهة لأسفل - طبقة الانضواء -. وتهبط الشريحة عند زاوية تصل إلى نحو من 25 إلى 45 درجة عن سطح الأرض. وعند عمق يصل إلى نحو 80 إلى 120 كم، يتحول البازلت الخاص بالشريحة المحيطية إلى صخرة متحولة يطلق عليها جرانيت. وعند هذه النقطة، تزيد كثافة الغلاف الصخري المحيطي وتُحمّل إلى الغطاء بسبب تيارات الحمل الحراري المتراكمة، ويُدوّر عند مناطق الانضواء الغلافُ الصخري والقشرة المحيطية والطبقات الرسوبية وبعض المياه المحاصرة في الغطاء العميق للأراضي أيضًا. وتعتبر الأرض الكوكب الوحيد الذي من المعروف حدوث الانغماس به، وبدون الانضواء لم يكن من الممكن وجود صفحات تكتونية.

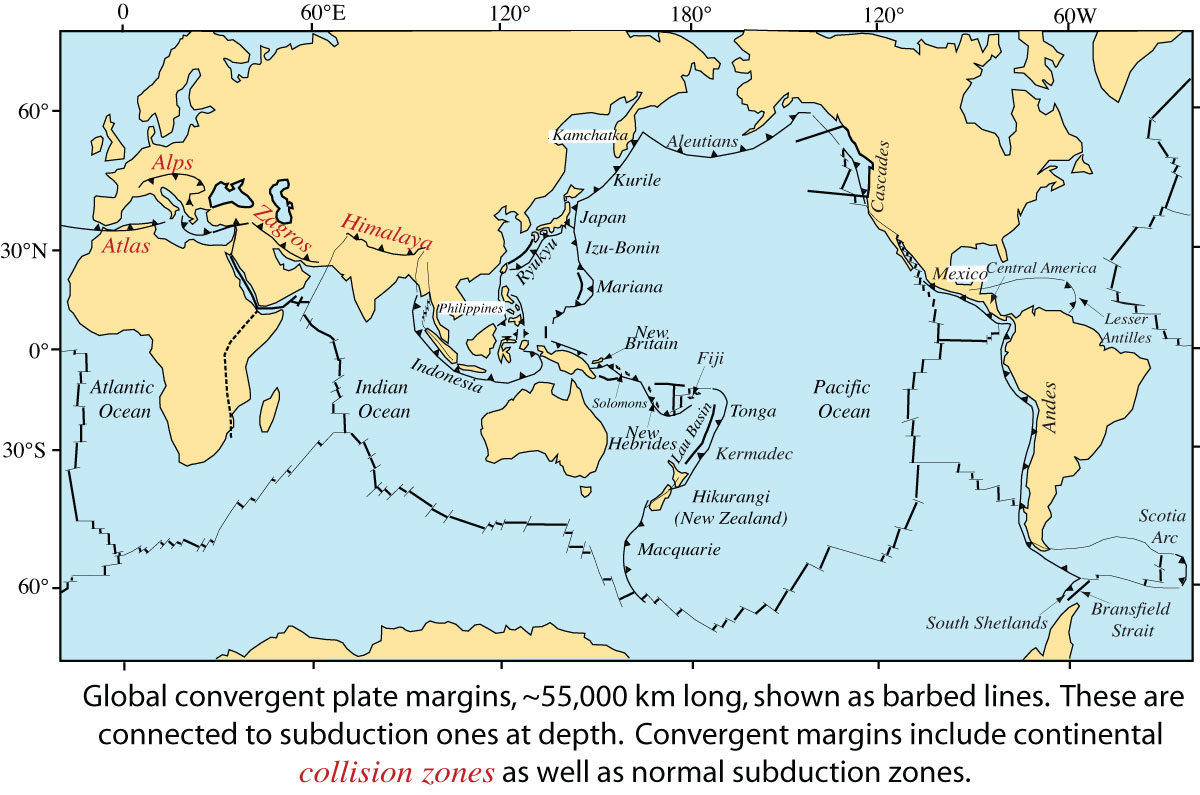
300 بكسل

تهبط نطاقات الانضواء إلى الغطاء الموجود أسفل 55000 كم من هوامش الطبقة المتقاربة (لاليماند، 1999)، وهو ما يساوي تقريبًا لتراكم 60000 كم من تلال المحيط المتوسطة. تختبئ نطاقات الانضواء عميقًا ولكنها لا تكون مموهة تمامًا، ويمكننا استخدام الفيزياء الجيولوجية والكيمياء الجيولوجية لدراستها. ولا تعتبر مفاجأة أن الأجزاء الأكثر ضحالة من مناطق الانضواء هي الأكثر شهرة. وتتميز مناطق الانضواء بعدم التماثل الشديد لمئات الكيلومترات الأولى نزولاً، وتبدأ في الهبوط عند الخنادق المحيطية. ويتميز هبوطها بوجود مناطق زلزالية تبتعد عن الخندق الموجود أسفل البراكين ويمتد لأسفل حتى الوصول إلى 660 كم وصولًا متقطعًا. وتعرف نطاقات الانضواء بوجود مصفوفة منحدرة من الزلازل تعرف باسم «منطقة وداتي بنيوف» على اسم العالمين اللذين كانا أول من قام بتعريف هذه الناحية المختلفة. تحدث زلازل نطاق الانضواء عند أعماق كبيرة للغاية عن أي مكان آخر على الأرض، حيث تكون الزلازل محدودة بالنسبة للطبقة الخارجية التي تبعد 20 كم عن الأرض الصلبة.

## وصلات خارجية
- Animation of a subduction zone.
- From the Seafloor to the Volcano's Top Video about the work of the Collaborative Research Center (SFB) 574 Volatiles and Fluids in Subduction Zones in Chile by GEOMAR I Helmholtz Centre for Ocean Research Kiel.